# Megalithanlagen von Oughtihery
Zu den Megalithanlagen von Oughtihery (irisch Ucht Fhoithre) im gleichnamigen Townland nordöstlich von Macroom im County Cork in Irland gehören unter anderem zwei Steinkreise, die „Maulmore Stones“ sowie zwei gelegentlich als Wedge Tomb eingeordnete Steine.

## Oughtihery East
Oughtihery 1 oder Oughtihery East ist nach Aubrey Burl ursprünglich ein für die Region untypischer Steinkreis mit sieben Steinen, von dem noch fünf durchschnittlich 0,8 m hohe Steine erhalten sind. Einige umgeworfene Steine liegen auf der Weide in der Umgebung. Das Innere liegt erhöht und ist der Rest eines Cairns.
Lage: 51° 58′ 14,2″ N, 8° 51′ 5″ W

## Oughtihery West
Oughtihery 2 oder Oughtihery West ist einer von 55 fünfsteinigen Kreisen in Cork und Kerry mit einem Cairn aus Lesesteinen im Zentrum. Der etwas ovale Kreis hat einen Innendurchmesser von etwa 2,8 m, die Steine sind etwa 1,0 m hoch.
Lage: 51° 59′ 17,8″ N, 8° 53′ 15,9″ W

## Wedge Tomb
Das schlecht erhaltene Wedge Tomb liegt 100 Meter nördlich des Steinkreises Oughthiery 2. Nur zwei Steine und der Rest des Hügels sind erhalten. Die fehlenden Steine wurden wahrscheinlich beim Bau des Steinkreises verwendet. Sowohl die Einstufung als Wedge Tomb als auch eine generelle Klassifizierung als Antiquität sind fraglich, da es vom irischen National Monument Service nicht aufgelistet wird.
Lage: 51° 59′ 18,6″ N, 8° 53′ 12,6″ W

## Maulmore Stones
Etwa 150 Meter östlich des Wedge Tomb befinden sich die Maulmore Stones, die mit dem Wedge Tomb und dem Steinkreis eine Linie bilden. Das Steinpaar besteht aus einem stehenden Stein von etwa 4 m Höhe und einem flachen Stein. Vom National Monument Service werden die Steine nicht als antiquarisch eingestuft.
Lage: 51° 59′ 19,3″ N, 8° 53′ 2,5″ W